# A Mix Up in Hearts
A Mix Up In Hearts é um curta-metragem mudo norte-americano de 1917, do gênero comédia, dirigido e estrelado por Oliver Hardy.

## Elenco

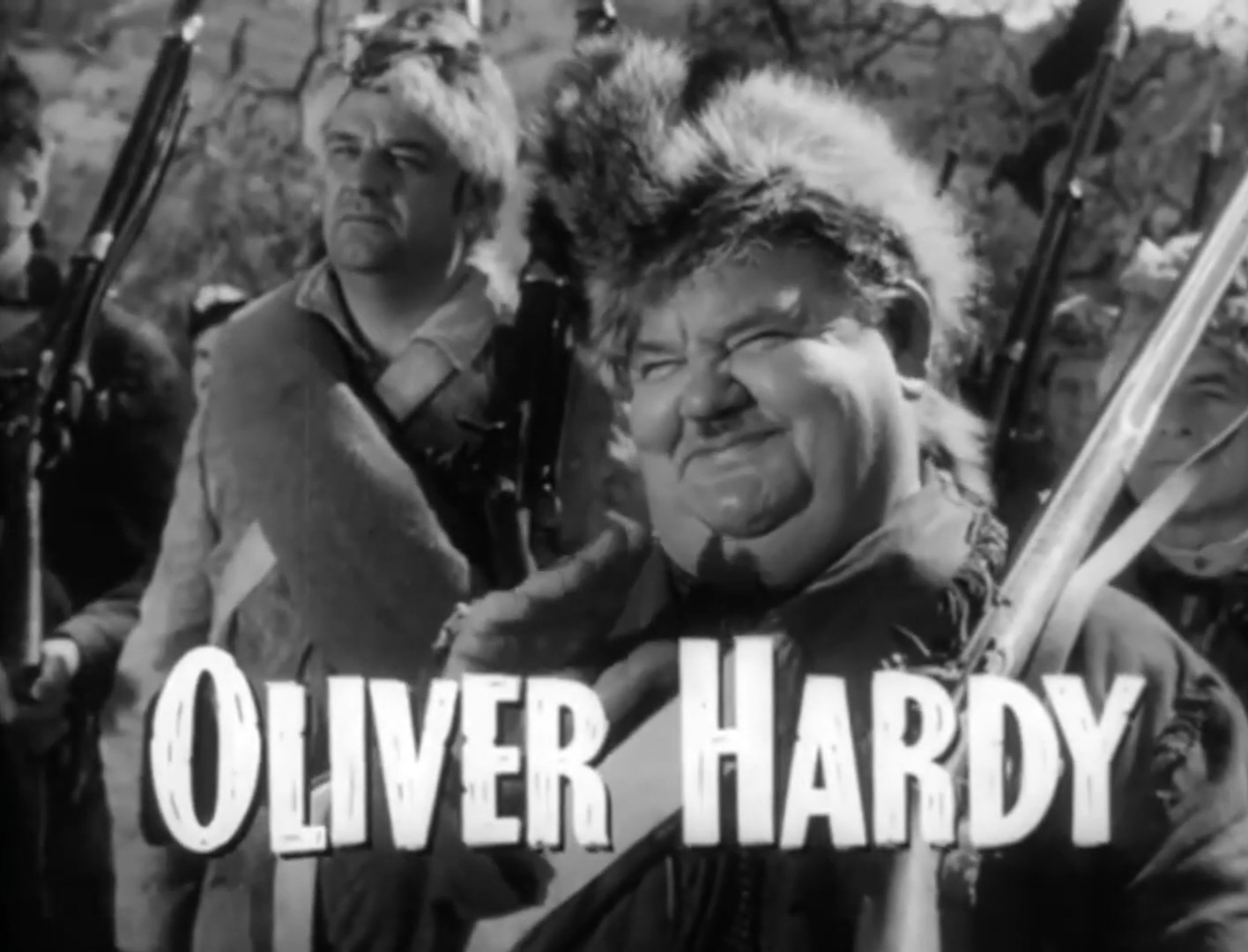
Oliver Hardy

- Ethel Marie Burton - (como Ethel Burton)
- Oliver Hardy - (como Babe Hardy)